# Пікотаж
Пікотаж (рос. пикотаж, англ. picotage, нім. Pikotage f, Pikotieren n) – вбивання між тюбінгами дерев’яних (разом зі сталевими) клинів з метою досягнення водонепроникності шахтного кріплення. Зачеканювання швів, розклинювання кріплення, наприклад, шахтного стовбура.